# CCPA (biohemija)
U biohemiji, CCPA je 2-hloro-N(6)-ciklopentiladenozin, specifični agonist adenozinskog A1 receptora.